# Vattenande

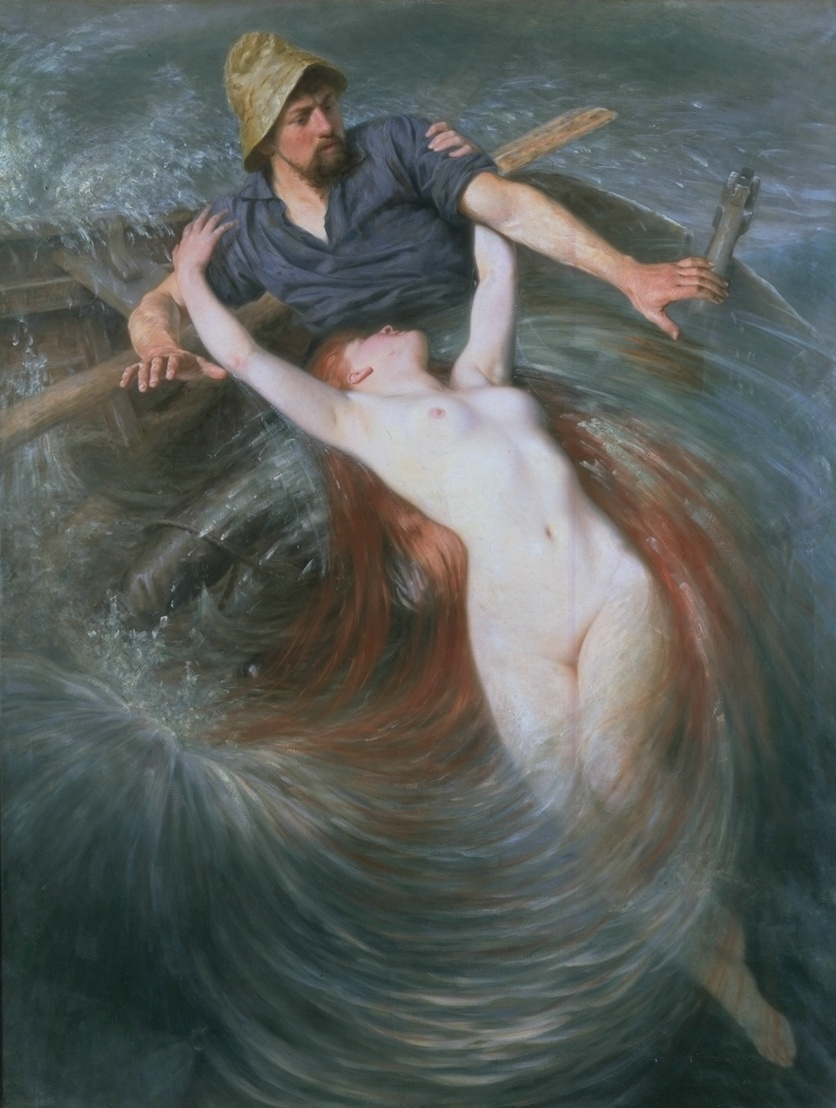
En siren drar en fiskare ner i vattnet. Oljemålning av Knut Ekwall.

En vattenande är ett mytologiskt väsen som förekommer i många naturreligioner, sägner, folksagor och mytologier. Vattenandar anses uppehålla sig i vattendrag, sjöar och hav eller i närheten av sådana vattenansamlingar. De tillhör elementarandarna och kallas ibland även undiner.
Följande väsen kan räknas till vattenandarna:
- nixor (Lorelei, sirener, rhendöttrar)
- sjöjungfrur (Undin, Melusina)
- havsnymfer (nereider, okeanider)
- källnymfer (najader, Salmakis)
- manliga vattenandar (näckar, havsmän, bäckahästen).

Slaverna känner till två former av sådana vattenandar, vodjanoj och rusalki  (jfr Dvoraks opera Rusalka).